# Limnophila aromatica
Limnophila aromatica (también denominada hierba de los arrozales) es una planta con flores, tropical, de la familia Plantaginaceae o Scrophulariaceae.
Es originaria del Sureste de Asia, donde florece cuando hay temperaturas calientes y crece en ambientes con agua, especialmente en arrozales inundados. También se le llama ngò om ó ngổ en Vietnam, y puede ser utilizada con fines curativos o como planta de acuario. Esta planta fue introducida en Norteamérica en la década de 1970 por la inmigración vietnamita producto de la guerra de Vietnam. Esta planta se utiliza en todas las sopas tradicionales de Camboya. Muere poco después de florecer.

## Uso culinario
L. aromatica tiene un gusto que recuerda al comino y al limón. Se utiliza mayormente en la cocina vietnamita para preparar canh chua y en la cocina tailandesa, donde se le llama phak kayang, para la preparación del om.